# Zanonia
Zanonia — рід квіткових рослин родини Гарбузові. Поширений від Південної та Південно-Східної Азії до Нової Гвінеї

## Види
Види:
- Zanonia angulata Wall.
- Zanonia indica L.